# Stimmlosigkeit
Stimmlosigkeit ist ein Begriff aus der sprachwissenschaftlichen Teildisziplin Phonetik und bedeutet, dass bei der Artikulation eines Lautes die Stimmlippen nicht beteiligt sind. Bei stimmlos artikulierten Lauten liegen diese so weit auseinander, dass der aus der Lunge kommende Luftstrom ungehindert durch die Stimmritze fließen kann und somit kein Stimmton erzeugt wird. 
Im Gegensatz dazu wird bei stimmhaften Lauten durch die Vibration der Stimmlippen ein Ton gebildet. Stimmhafte Laute – insbesondere Sonoranten – sind durch diesen Klang geprägt, während bei stimmlosen Lauten Geräusche vorwiegen. 

## Akustik
Bei der Unterscheidung zwischen Stimmlosigkeit und Stimmhaftigkeit ist die Voice Onset Time (VOT) von Bedeutung. Die VOT ist der zeitliche Abstand zwischen dem hörbaren Lösen eines Verschlusses und dem Beginn der Stimmlippenschwingung, also dem Einsatz des Stimmtons. Setzt ein Stimmton erst mehr als circa 40 Millisekunden nach dem Geräuscheinsatz ein, wird der vorhergehende Verschluss als stimmlos wahrgenommen. Hingegen wird ein Verschlusslaut eindeutig als stimmhaft wahrgenommen, wenn der Stimmeinsatz vor, während oder innerhalb von 20 Millisekunden nach der Lösung des Verschlusses erfolgt.
In der visuellen Darstellung von Lauten (Spektrogramm), wie sie in der Akustik und Phonetik üblich ist, zeigt die Abwesenheit einer periodischen Komponente einen stimmlosen Laut an. Das liegt darin begründet, dass die bei einem stimmhaften Laut erzeugte Vibration der Stimmlippen regelmäßig ist, während typische stimmlose Laute, insbesondere Frikative, unregelmäßige Luftverwirbelungen erzeugen.

## Stimmlosigkeit in der Sprache
Stimmlose Laute sind in der Regel Konsonanten. Im Deutschen sind dies: 
- die stimmlose Reihe der Reibelaute (Frikative), das sind [⁠f⁠], [⁠s⁠], [⁠ʃ⁠], [⁠ç⁠], [⁠x⁠], [⁠χ⁠] und [⁠h⁠]
- und die stimmlose Reihe der Verschlusslaute (Plosive), das sind [⁠p⁠], [⁠t⁠] [⁠k⁠] und [⁠ʔ⁠][Anm. 1].

Auch wort- oder silbenauslautende Vokale können ihre Stimmhaftigkeit verlieren, z. B. im Lettischen, im Japanischen oder im europäischen Portugiesischen.
Beim Flüstern werden die Stimmlippen nicht angeregt, entsprechend werden dabei alle Laute stimmlos artikuliert.

## Notation
Im Internationalen Phonetischen Alphabet wird, falls der betreffende Laut nicht wie etwa [⁠f⁠] ein eigenes Zeichen hat, die Stimmlosigkeit durch das IPA-Zeichen 402 angezeigt. Die verwendete Glyphe ist ein untergesetzter Ring (IPA-Nummer 402A, Unicode COMBINING RING BELOW U+0325), zum Beispiel [⁠n̥⁠] (stimmloser alveolarer Nasal), oder ein aufgesetzter Ring (IPA-Nummer 402B, Unicode COMBINING RING ABOVE U+030A), wenn das Grundzeichen Unterlänge hat, zum Beispiel [⁠ŋ̊⁠] (stimmloser velarer Nasal). 